# Erethizontoidea
Erethizontoidea – nadrodzina ssaków z infrarzędu jeżozwierzokształtnych (Hystricognathi) w obrębie rzędu gryzoni (Rodentia).

## Zasięg występowania
Nadrodzina obejmuje gatunki występujące w Ameryce.

## Podział systematyczny
Do nadrodziny należy jedna występująca współcześnie rodzina:
- Erethizontidae Bonaparte, 1845 – ursonowate

Opisano również rodzaje wymarłe o niepewnej pozycji systematycznej:
- Kichkasteiromys Boivin, Marivaux, Pujos, Salas-Gismondi, Tejada-Lara, Varas-Malca & Antoine, 2018[5] – jedynym przedstawicielem był Kichkasteiromys raimondii Boivin, Marivaux, Pujos, Salas-Gismondi, Tejada-Lara, Varas-Malca & Antoine, 2018
- Microsteiromys Walton, 1997[6] – jedynym przedstawicielem był Microsteiromys jacobsi Walton, 1997
- Nuyuyomys Boivin & Walton, 2021[7] – jedynym przedstawicielem był Nuyuyomys chinqaska Boivin & Walton, 2021